# Gallicolumba menagei
Gallicolumba menagei là một loài chim trong họ Columbidae.